# Келль, Август Иоганович
Август Иоганович Келль (1912 — 1983) — советский хозяйственный, государственный и политический деятель, Герой Социалистического Труда.

## Биография
Родился в 1912 году в Псковской губернии. Член КПСС.
С 1932 года — на хозяйственной, общественной и политической работе. В 1932—1968 гг. — организатор сельскохозяйственного производства в Пермском районе Молотовской области, механик, главный механик, главный инженер, заместитель директора, директор Пермской МТС Молотовской области, директор совхоза «Лобановский» Пермского района Пермской области.
Указом Президиума Верховного Совета СССР от 19 марта 1948 года присвоено звание Героя Социалистического Труда с вручением ордена Ленина и золотой медали «Серп и Молот».
Делегат XX съезда КПСС.
Умер в Перми в 1983 году.